# Кэмпбелл, Кейт
Кейт Натали Кэмпбелл (англ. Cate Natalie Campbell; род. 20 мая 1992, Блантайр, Малави) — австралийская пловчиха, четырёхкратная олимпийская чемпионка (2012, 2016 и 2020), 4-кратная чемпионка мира, победительница универсиады (2011) и 6-кратная победительница Игр Содружества. Специализируется в плавании вольным стилем на коротких дистанциях (50 и 100 метров). Старшая сестра олимпийской чемпионки и многократной чемпионки мира по плаванию Бронте Кэмпбелл.

## Спортивная карьера
Дебютировала в составе сборной страны на Олимпийских играх 2008 года в Пекине. Выиграла две бронзы — на дистанции 50 метров вольным стилем (0,11 сек Кейт проиграла чемпионке Бритте Штеффен) и в эстафете 4×100 метров вольным стилем. На 100-метровке вольным стилем заняла 10-е место.
В 2009 году на чемпионате мира в Риме в возрасте 17 лет на дистанции 50 метров вольным стилем выиграла бронзу, поделив её с 30-летней Марлен Велдхёйс из Нидерландов. В предварительном заплыве Кэмпбелл установила рекорд чемпионатов мира, а затем в полуфинале улучшила его (24,08 сек), но в финале немка Бритта Штеффен установила новый мировой рекорд (23,73 сек), а Кэмпбелл проплыла за 23,99 сек.
28 июля 2012 года в лондонском Центре водных видов спорта 20-летняя Кэмпбелл стала олимпийской чемпионкой после участия в составе сборной Австралии в финальном заплыве эстафеты 4 по 100 метров вольным стилем. Австралийки Алишия Куттс, Кейт Кэмпбелл, Бриттани Элмсли и Мелани Шлангер победили с олимпийским рекордом (3:33,15), на 0,64 сек опередив нидерландок и на 1,09 сек американок, установивших национальный рекорд. Кэмпбелл на своём этапе показала результат 53,19 сек, лучший среди всех плывших на втором этапе.
В 2013 году впервые стала чемпионкой мира, уверенно победив на 100-метровке вольным стилем на турнире в Барселоне. Занявшую второе место шведку Сару Шёстрём Кейт опередила на 0,55 сек. В Барселоне Кэмпбелл выиграла ещё три серебряные награды — на дистанции 50 метров вольным стилем (золото досталось Раноми Кромовидьойо из Нидерландов), а также в эстафете 4 по 100 метров вольным стилем и комбинированной эстафете 4 по 100 метров.
В 2013 и 2014 годах признавалась лучший пловчихой Азиатско-Тихоокеанского региона.
В 2015 году на чемпионате мира в Казани выиграла золото в эстафете 4 по 100 метров вольным стилем, а также бронзу на дистанции 100 метров вольным стилем (в этом заплыве золото выиграла младшая сестра Кейт Бронте Кэмпбелл).
На Олимпийских играх 2020 года в Токио завоевала бронзу на дистанции 100 метров вольным стилем, а также две золотые медали — в эстафете 4×100 метров вольным стилем и комбинированной эстафете 4×100 метров.
В июне 2024 года в Брисбене пыталась отобраться на свои пятые Олимпийские игры, но, после того как это сделать не получилось, объявила о завершении карьеры.

### Результаты на Олимпийских играх
Зелёным выделены участия в финальных заплывах
| Дистанция                        | 2008 | 2012 | 2016 | 2020 |
| -------------------------------- | ---- | ---- | ---- | ---- |
| 50 м вольным стилем              | 3    | 13   | 5    | 7    |
| 100 м вольным стилем             | 10   | —    | 6    | 3    |
| Эстафета 4×100 м вольным стилем  | 3    | 1    | 1    | 1    |
| Комбинированная эстафета 4×100 м | —    | —    | 2    | 1    |